# Escuela de pintura de Weimar

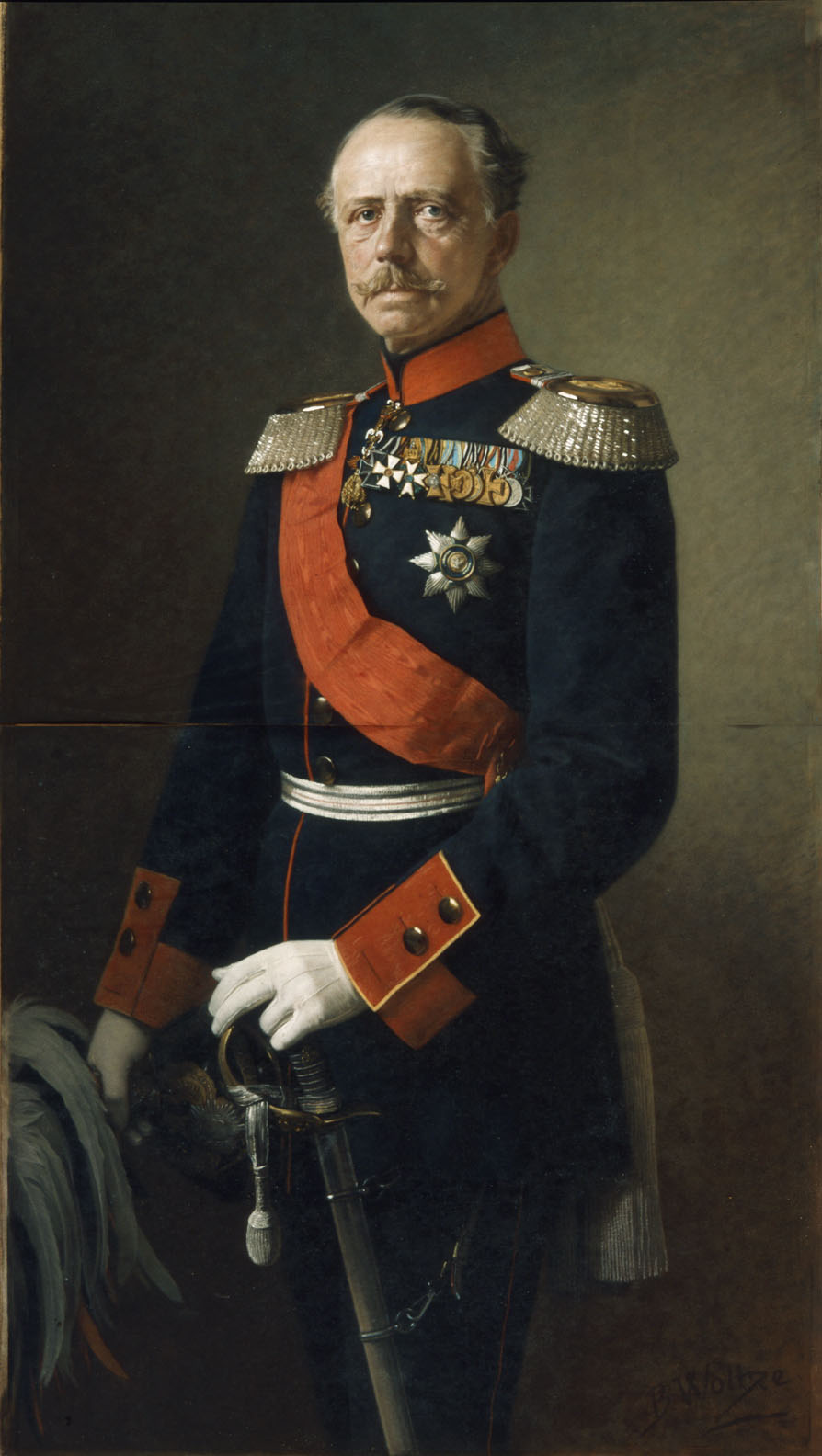
El Gran Duque Carlos Alejandro de Sajonia-Weimar-Eisenach

La designación Escuela de Pintura de Weimar representa históricamente el arte de una corriente esencial de pintura de paisaje de 1860 a 1900 en Alemania, que tuvo sus raíces en la Escuela de Barbizon y es su contraparte alemana. Es el epítome de la pintura de paisaje en la enseñanza, que se había alejado de la tradición de la pintura de estudio y las especificaciones del neoclasicismo y había pasado a la pintura al aire libre. Es única en términos de historia del arte, porque los profesores de la escuela de pintura de la ciudad se alejaron directamente de la visión tradicional de la pintura de paisaje y no se produjo a través de un contramovimiento establecido fuera de la escuela de pintura, como una colonia de artistas actuando de motu proprio, o un movimiento de Secesión.

## Weimar como centro de arte
La Escuela de Arte Gran Ducal Sajona de Weimar fue una Institución educativa artística fundada en octubre de 1860 por el Gran Duque Carlos Alejandro de Sajonia-Weimar-Eisenach, que existió hasta 1910. Después de una reorganización, se elevó al rango de una escuela de arte y en adelante se denominó Escuela Gran Ducal Sajona de Bellas Artes de Weimar. No debe confundirse con la Escuela Principesca de Dibujo Libre, que existió desde 1776 hasta 1930 y que, desde 1860, preparaba a sus alumnos en una etapa preliminar para el ingreso a la escuela de arte. La primera es el origen de la actual Bauhaus-Universität Weimar.
La Escuela Principesca de Dibujo Libre fue fundada en 1776 por iniciativa privada y con la participación del duque Carlos Augusto de Sajonia-Weimar-Eisenach. Tenía sentido apoyar a los artesanos locales para mejorar la calidad de los productos locales y poder sobrevivir mejor en el mercado. Después de 1860 asumió la función preescolar de la escuela de pintura de Weimar. Allí era donde se tomaba la decisión de si el candidato sería aceptado como alumno en la escuela de pintura de Weimar.

## Organización

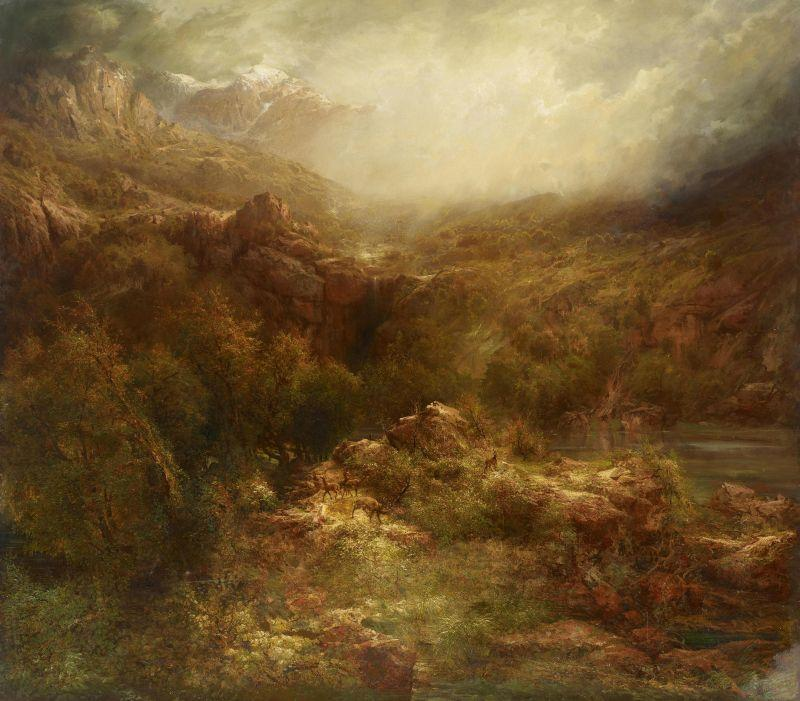
Carl Hummel: Valle torrencial solitario en las montañas (1864), propiedad privada

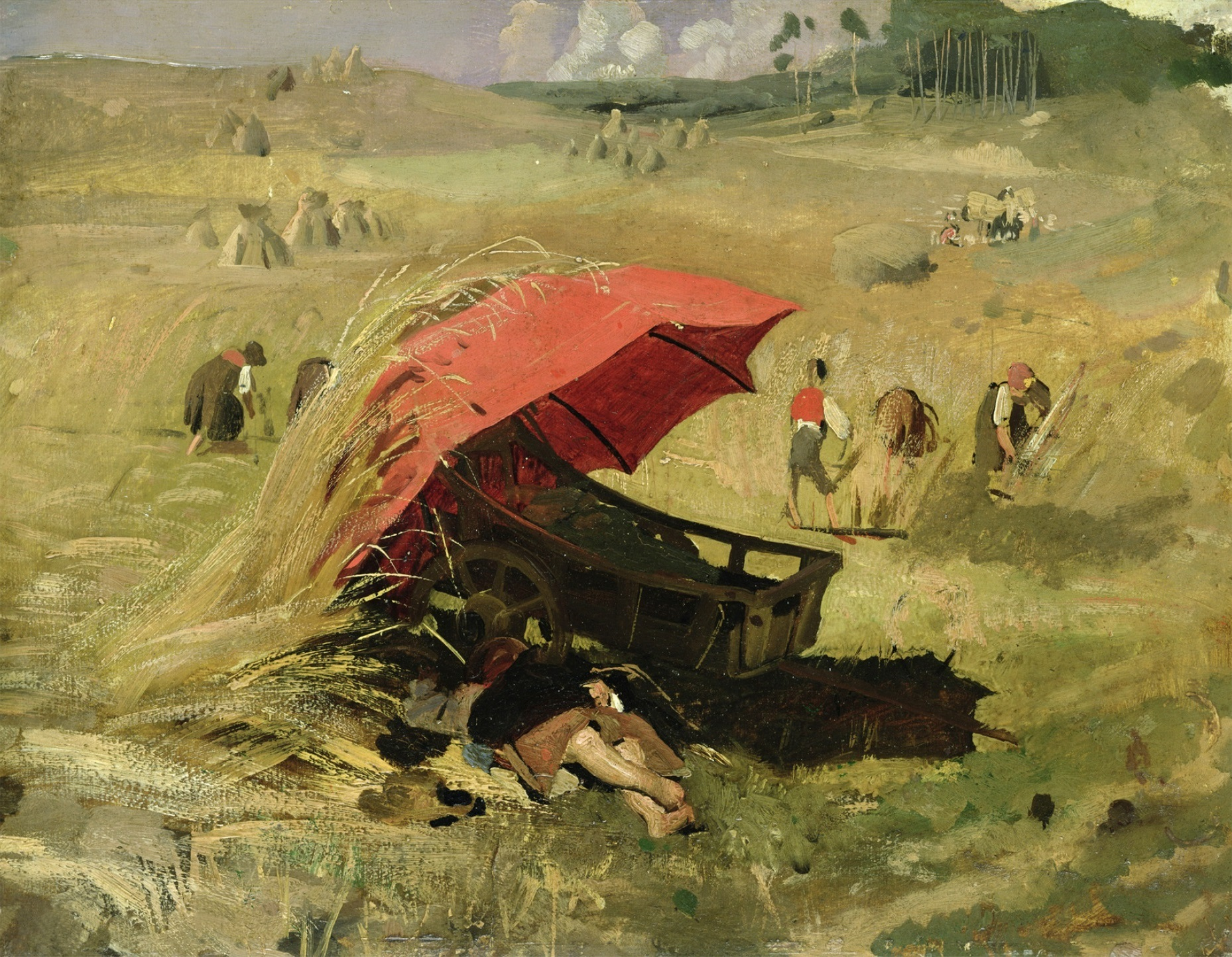
Franz von Lenbach: El paraguas rojo (1880), Kunsthalle de Hamburgo

Ya en los inicios de esta escuela de pintura en 1860, se suprimió la jerarquía de las materias ofertadas, lo que vino acompañado de la supresión de la jerarquía en el profesorado. Esto afectó principalmente a la pintura de historia, de género y de paisaje, que siempre había tenido un alto valor en las escuelas de arte de la época. Además, no había división de clases y los alumnos podían elegir a su propio profesor. Esto permitió a cada profesor apoyar a sus alumnos de forma individual durante toda su estancia en la escuela. Estos cambios significativos no se registraron por escrito hasta 14 años después.
Se ofreció a los estudiantes una amplia gama de especialidades, que incluía las materias
- Historia del Arte,
- Estética,
- Vestuario,
- Perspectiva,
- Anatomía,
- pintura de figuras,
- pintura de retrato,
- pintura de historia,
- pintura de género,
- pintura de paisaje
- pintura de animales y
- pintura de la naturaleza.[6]

Al principio del curso, el dibujo en la sala de esculturas antiguas era obligatorio.
Todo el personal docente participaba en el proceso de designación para un nuevo puesto de aprendizaje. 
Esta pequeña escuela de pintura tenía 44 alumnos en 1882 y 63 alumnos en el semestre de invierno del curso 1887/88. Después de alcanzar su máxima capacidad en 1888, el número de alumnos fue limitado. Este problema de capacidad ya existía en la década de 1860, cuando la administración decidió en 1866 buscar un nuevo espacio de enseñanza en Weimar porque las instalaciones existentes ya no eran suficientes. La tarifa anual, es decir, por dos semestres, era de 80 marcos en ese momento. A partir de 1895, esta escuela también se abrió por primera vez a artistas en ciernes.

## El período de 1860 a 1900 y el giro en el arte

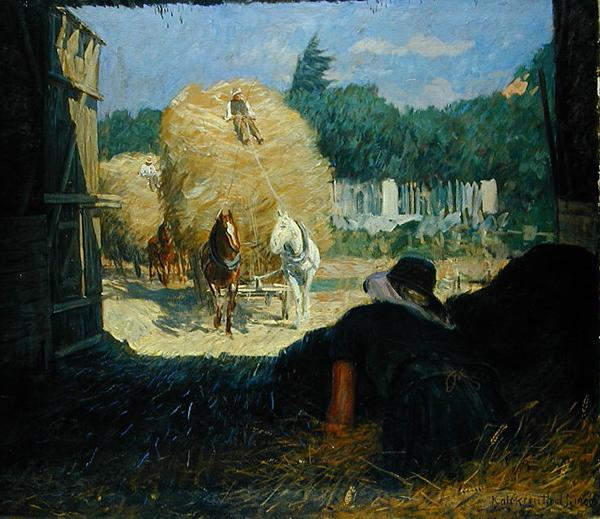
Leopold von Kalckreuth (1900): Tiempo de cosecha, Kunsthalle de Hamburgo

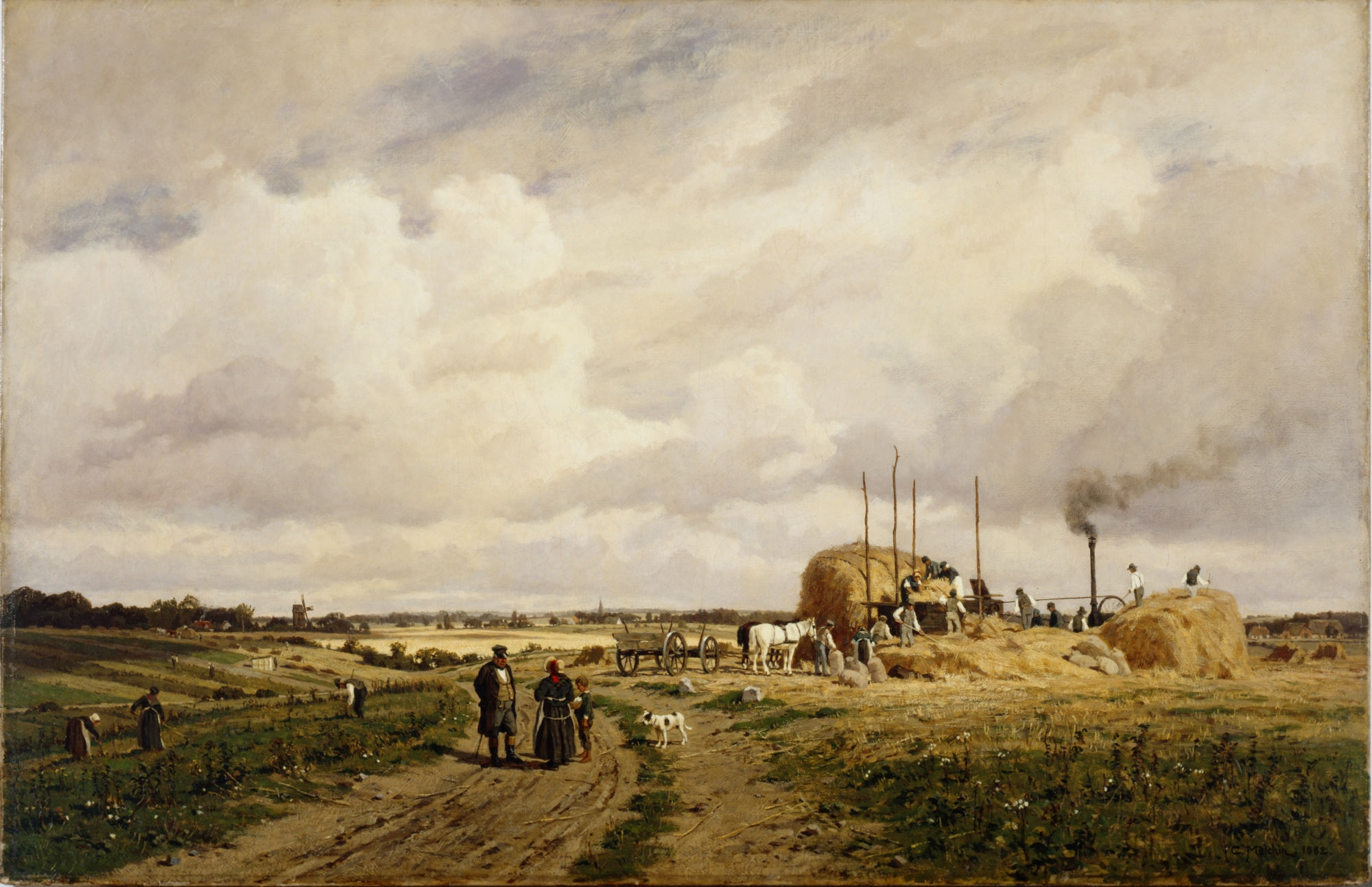
Carl Malchin (1882): Uso de la primera trilladora en Lankow cerca de Schwerin, Museo Histórico Alemán, Berlín

El 1 de octubre de 1860, el Gran Duque Carlos Alejandro de Sajonia-Weimar-Eisenach fundó la Gran Escuela Ducal de Arte en Weimar junto con el pintor Stanislaus Graf von Kalkreuth. Inicialmente, esta escuela de arte fue financiada por los propios soberanos. En 1874, el primer director, el Conde von Kalkreuth, renunció a su cargo. También fueron decisivas las tensiones con el soberano, provocadas por el camino elegido para la formación, la elección de los profesores y la relación con la Escuela Principesca de Dibujo Libre. Su sucesor fue el gran paisajista Theodor Hagen, quien impulsó la apertura de la formación en la dirección de la Escuela de Barbizon.
Desde 1866, las obras de los representantes de la Escuela de Arte Gran Ducal se han exhibido en el edificio de arte y en exposiciones nacionales e internacionales, a través de la promoción directa y el apoyo de la administración. En 1879 se produciría el gran avance de la escuela de Weimar en la segunda exposición de arte internacional en Múnich por un paisaje pintado por Theodor Hagen, que atrajo especialmente la atención del público y la crítica. El nombre de la escuela de pintura de Weimar finalmente surgió de las sombras y se hizo muy importante en Alemania. El tratamiento realista del color y la luz en la pintura fue fundamental para la Escuela de Weimar.
En 1881 Theodor Hagen también renunció como director por los mismos problemas que su predecesor y porque no estaba preparado para el trabajo administrativo.
En 1889, una conferencia de Emil Heilbut llevó un cambio al concepto de enseñanza, a la orientación de los estudiantes y de los pintores autónomos. Además de su conferencia sobre el impresionismo francés, mostró tres obras de Claude Monet.

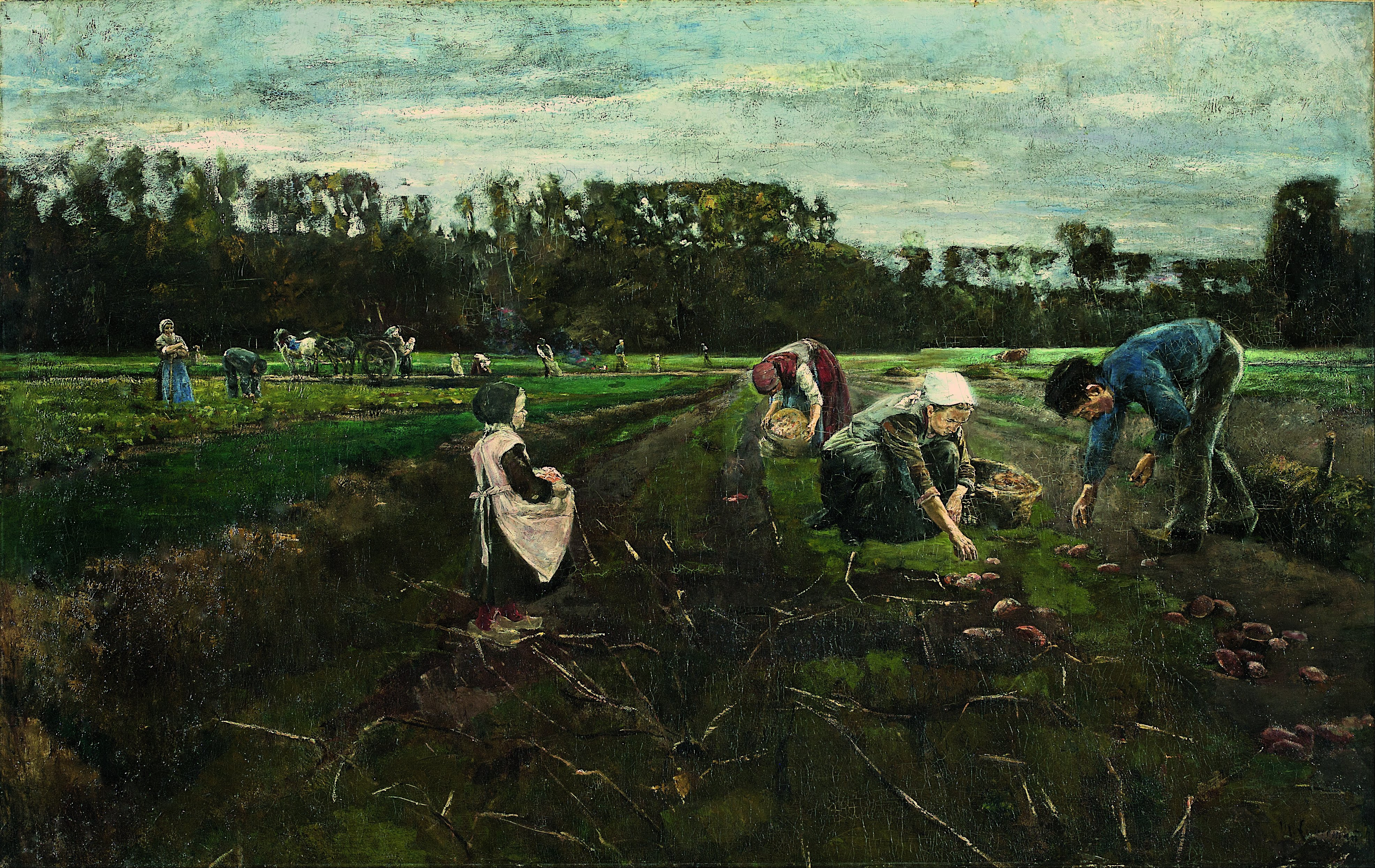
Max Liebermann: Cosecha de patatas (1875), Museo Kunstpalast Düsseldorf

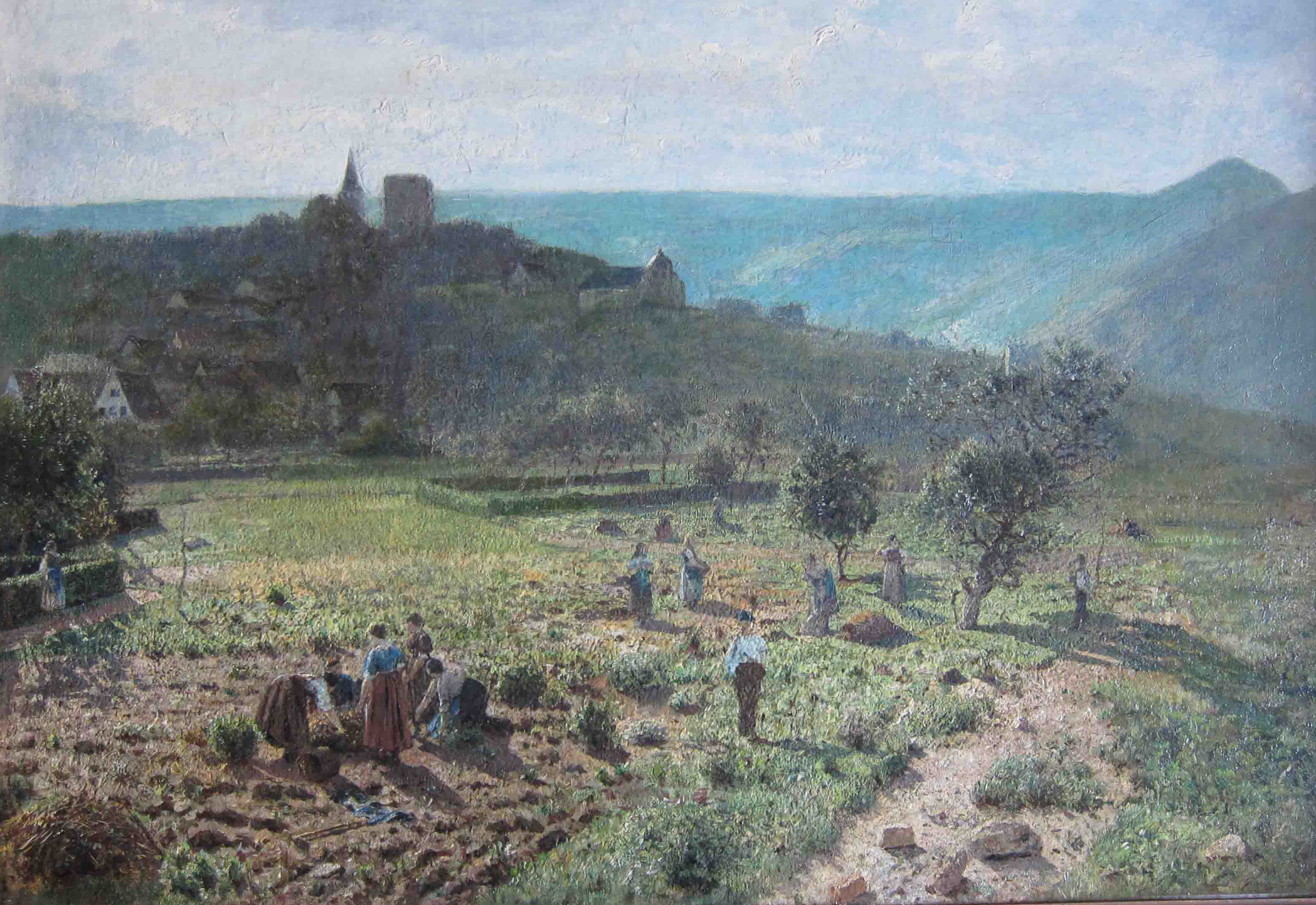
Theodor Hagen: Cosecha de patatas, propiedad privada

Probablemente el estudiante más conocido de la escuela de pintura de Weimar fue Max Liebermann. Además de Lovis Corinth y Max Slevogt, fue uno de los artistas alemanes que más desarrolló el impresionismo en Alemania.
En 1892 se realizó una exposición de arte con motivo de las bodas de oro de la pareja reinante. Esto sucedió en relación con la apertura de la nueva sala de tragaluces en el área de exposición. Se mostraron obras de arte de la escuela de Barbizon, por ejemplo, de Charles-François Daubigny, Jean-François Millet y Théodore Rousseau. Esta exposición se convirtió en un gran éxito.
El invierno de 1900/1901 supuso el final de la Escuela de Weimar. Su patrocinador y mecenas, el gran duque Carlos Alejandro de Sajonia-Weimar-Eisenach, murió el 5 de enero de 1901 y, por lo tanto, faltaba la fuerza impulsora esencial. Incluso si su sucesor inició una reestructuración en línea con los nuevos desafíos sociales, culturales e industriales, la Academia de Bellas Artes Gran Ducal Sajona en Weimar, que existió hasta 1910, no pudo recuperar el viejo matrimonio con sus éxitos. Además, las figuras clave de la educación artística ya no estaban involucradas en la enseñanza por razones de edad o habían muerto en el ínterin. Siguió una nueva generación de profesores que se habían abierto a la modernidad, es decir, en la tradición intelectual de los profesores de la antigua universidad de Weimar a la apertura en el arte.
En 1901, la escuela de arte pasó a depender del departamento ministerial de la Casa Gran Ducal y, por lo tanto, se transformó de una institución privada en una institución estatal.
Walther Scheidig (1902-1977), quien fue durante muchos años director de las Colecciones Estatales de Arte en Weimar, se ocupó de la continuidad de la escuela de pintura de Weimar.

## La Escuela de Escultura de Weimar como sucesora

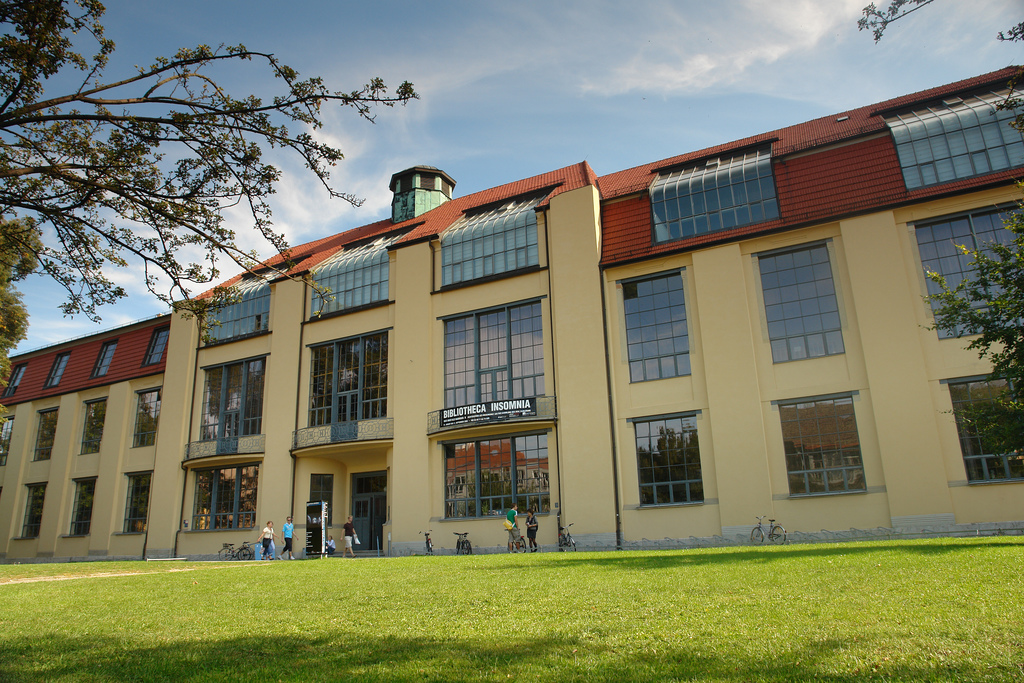
Universidad Bauhaus de Weimar - edificio principal diseñado por Henry van der Velde, construido entre 1904 y 1911

Bajo el mando del Gran Duque Guillermo Ernesto de Sajonia-Weimar Eisenach, la Escuela de Arte Gran Ducal Sajona de Weimar fue fundada por el pintor Hans Olde (1855-1917) con la participación de Adolf Brütt (1855-1939) como director de la recién fundada Escuela de Escultura de Weimar(1905) y la de Henry van de Velde (1863-1957) en el marco de la Escuela Gran Ducal Sajona de Artes Aplicadas en Weimar (1908) en la Universidad Gran Ducal Sajona de Bellas Artes en Weimar (3 de junio de 1910). En 1910, Fritz Mackensen se convirtió en director de la Universidad.
Walter Gropius, que todavía trabajaba para Wilhelm Ernst, fundó la State Bauhaus en Weimar en 1919, a partir de la cual  en abril de 1921, la Academia Estatal de Bellas Artes se escindió y luego se disolvió por completo en 1925. Bajo Otto Bartning (1883-1959), las instituciones existentes se combinaron para formar el Staatlichen Bauhochschule und Hochschule für Handwerk und Baukunst. Diez años más tarde, bajo la dirección de Gerd Offenberg, se crea la Universidad de Arquitectura y Bellas Artes con el estatus de universidad técnica. Hermann Henselmann (1905–1995) continuó dirigiendo la universidad desde 1946 hasta 1951. La posterior Universidad de Arquitectura e Ingeniería Civil se ha reestructurado ampliamente desde el cambio político en 1989 y ha estado ocupada desde mayo de 1996 el nombre de Bauhaus-Universität Weimar.

## El edificio de la escuela de arte.

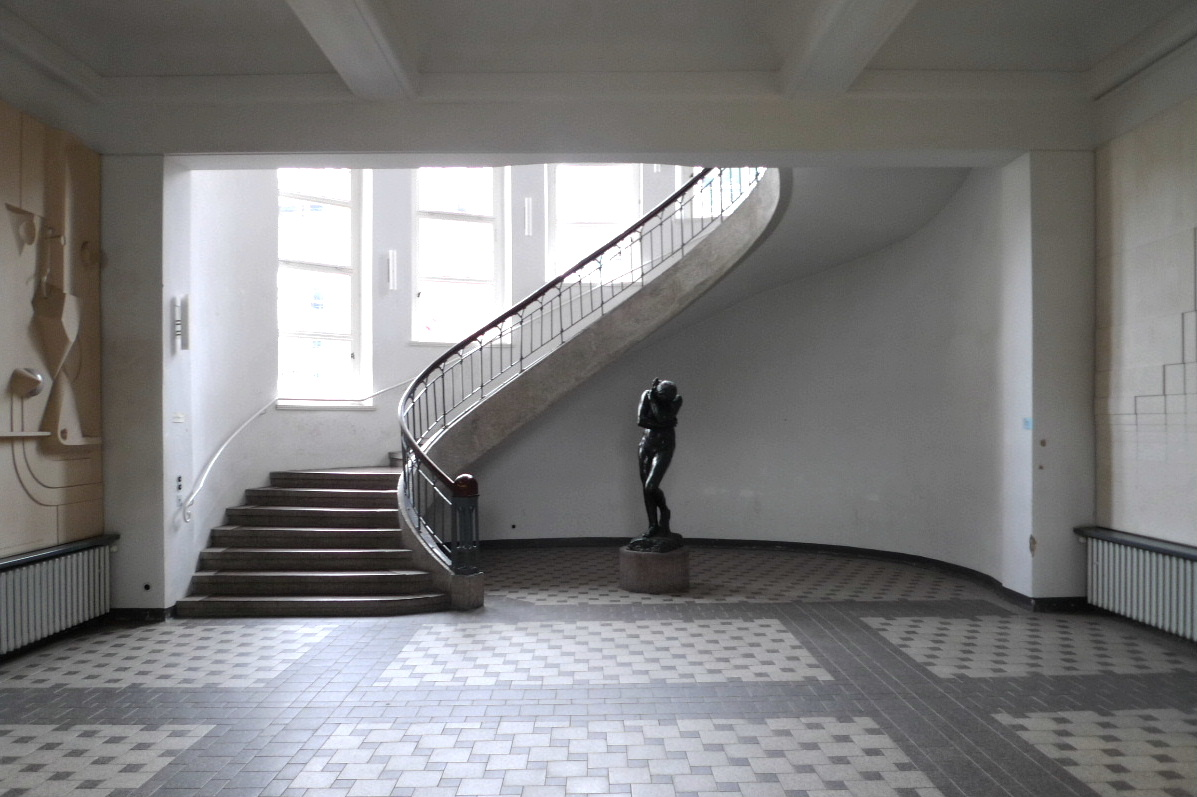
Vista del hall de entrada con la escalera elíptica y la "Eva" de Rodin

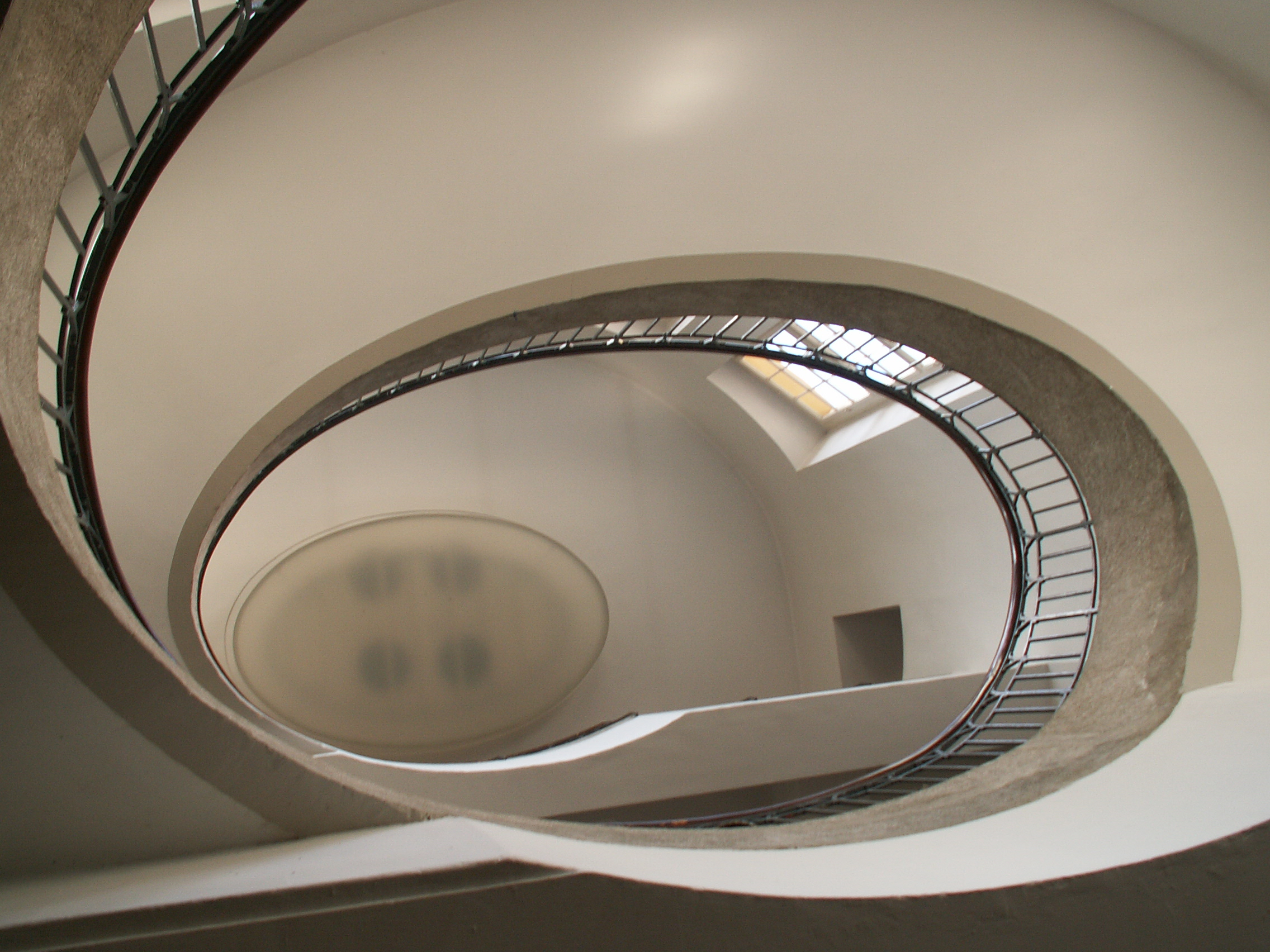
Ojo del hueco de la escalera de la Universidad Bauhaus (Van de Velde).

El edificio de la escuela de arte (también llamado "edificio de estudio" ) se construyó en dos fases en 1904/05 y 1911 frente al edificio de la escuela de artes y oficios de 1905/06 en lo que entonces era la Kunstschulstraße según los planos de Henry van de Velde. Ambos edificios apuestan por el Art Nouveau y son expresión de la incipiente renovación de la arquitectura basada en el diseño funcional y matérico. Como lugar de fundación de la Bauhaus en 1919, es uno de los edificios de la escuela de arte más importantes de principios de siglo. En el interior del edificio destacan especialmente los diseños de los muros de Herbert Bayer y Joost Schmidt, el lucernario, la escalera elíptica y la "Eva" de Auguste Rodin.
En diciembre de 1996, el edificio de la escuela de arte fue incluido en la Lista del Patrimonio Mundial de la UNESCO junto con el edificio de la escuela de artes y oficios (edificio Van de Velde). En 1999, la renovación dirigida por el arquitecto Thomas van den Valentyn restauró en gran medida el estado original, incluido el Gropiuszimmer (sala del director de Walter Gropius) diseñada en 1923 como "Gesamtkunstwerk" para la exposición de la Bauhaus de 1923, que existía en su estado original hasta la primavera de 1925.
Como edificio principal de la Universidad Bauhaus en Weimar, ahora es utilizado por la Facultad de Arquitectura como la Oficina del Decano, la Facultad de Diseño y la Oficina del Rector.

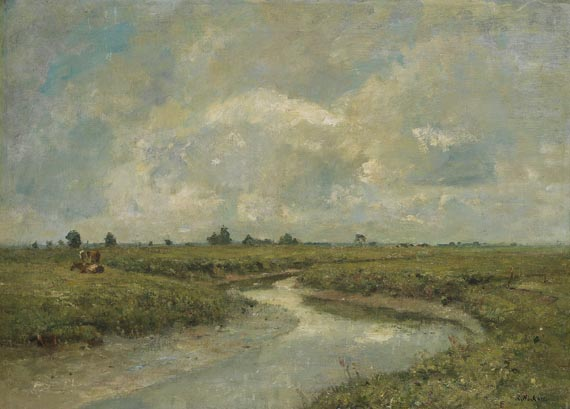
Rudolf Höckner - Die Aue bei Wedel

## Exposiciones
- 1960 La Escuela de Pintura de Weimar: Exposición conmemorativa de la fundación de la Escuela de Arte de Weimar en 1860, Weimar.
- 2010 ¡Salir a la naturaleza! Barbizon, la Escuela de Pintura de Weimar y los albores del impresionismo, Weimar.
- 2011 La Escuela de Pintura de Weimar y el País de Weimar, Kunsthaus Apolda Avantgarde, Apolda.
- 2011 La Escuela de Pintura de Weimar, Kleinsassen Art Station, Kleinsassen cerca de Fulda.
- Hasta 2017: exposición permanente de la Klassik Stiftung Weimar: la escuela de pintura de Weimar. Museo del Palacio en el Palacio de la Ciudad de Weimar (actualmente cerrada).

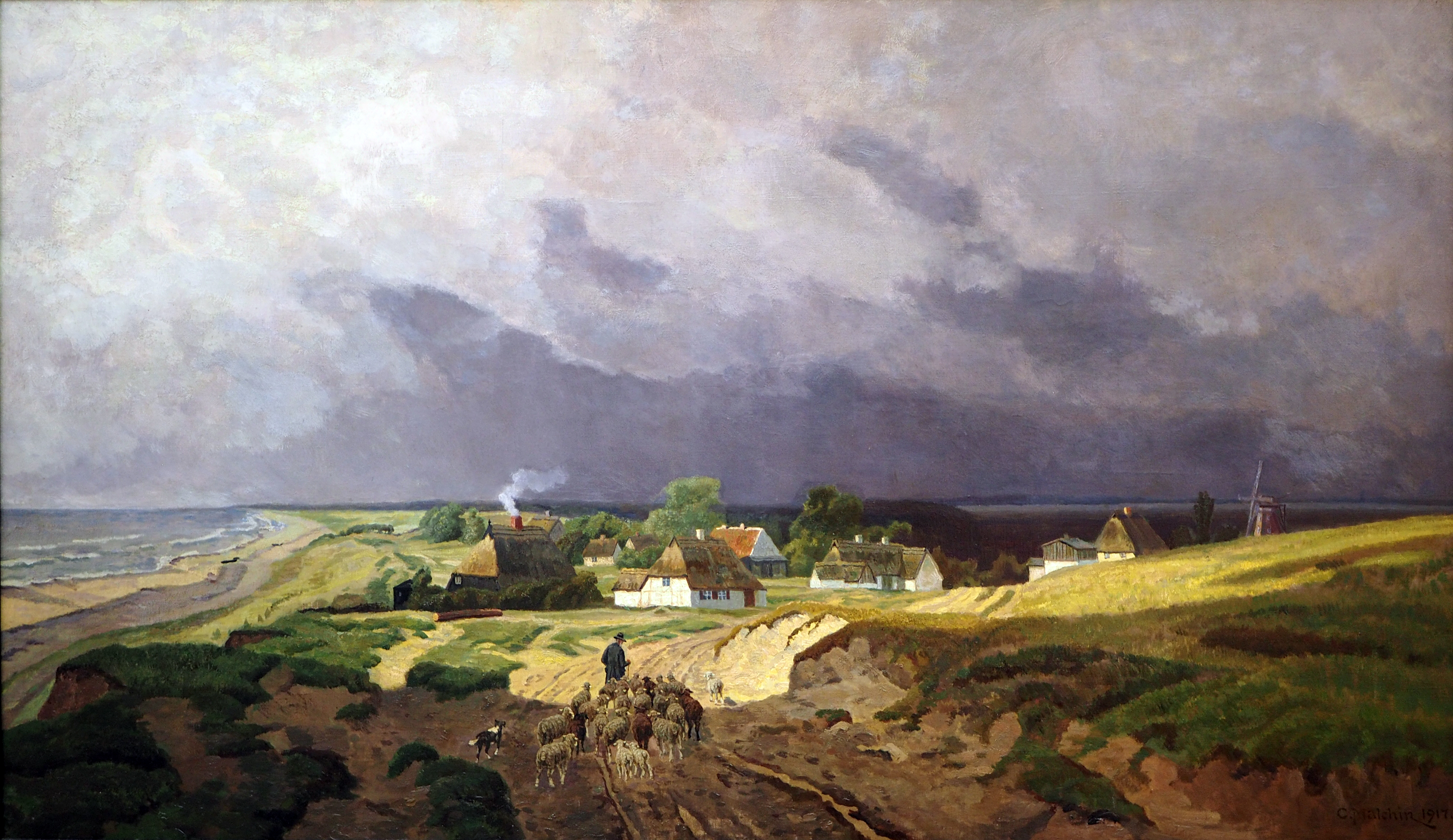
Carl Malchin - Stormy Atmosphere above Ahrenshoop

### Obras de la Escuela de pintura de Weimar

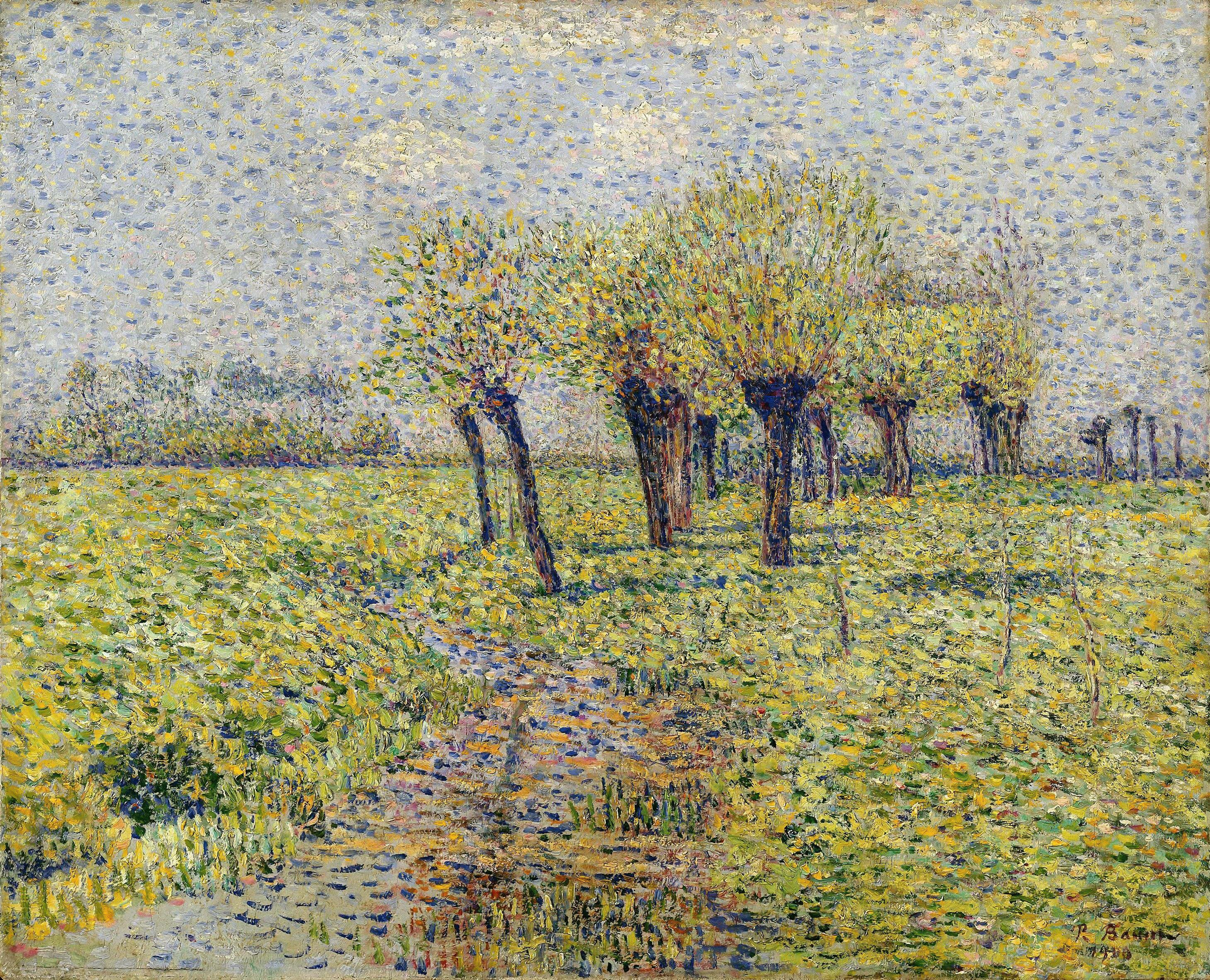
Paul Baum (1900): Sauces junto al arroyo.

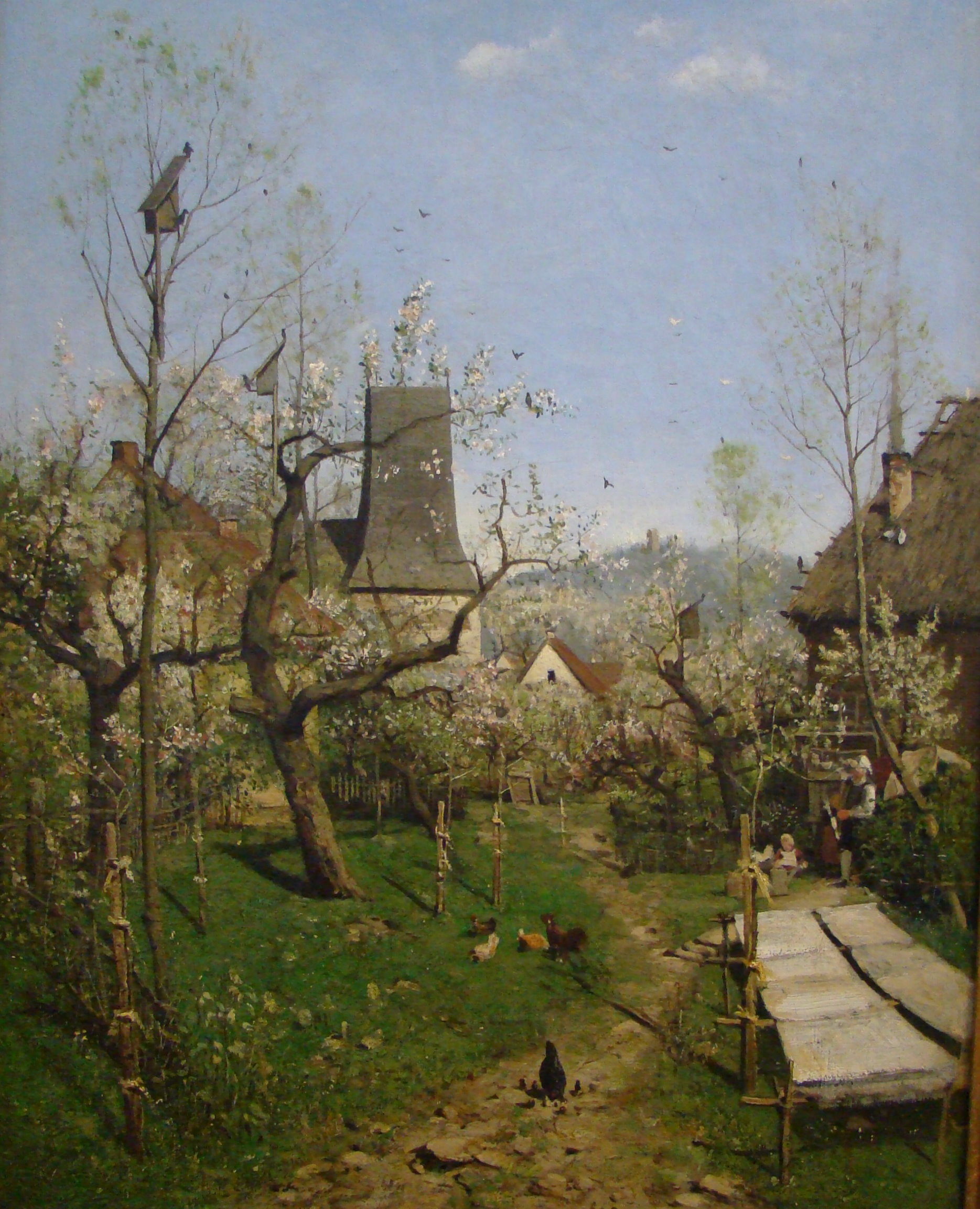
Karl Buchholz (1868): Primavera en Oberweimar - Alte Nationalgalerie, Berlín.

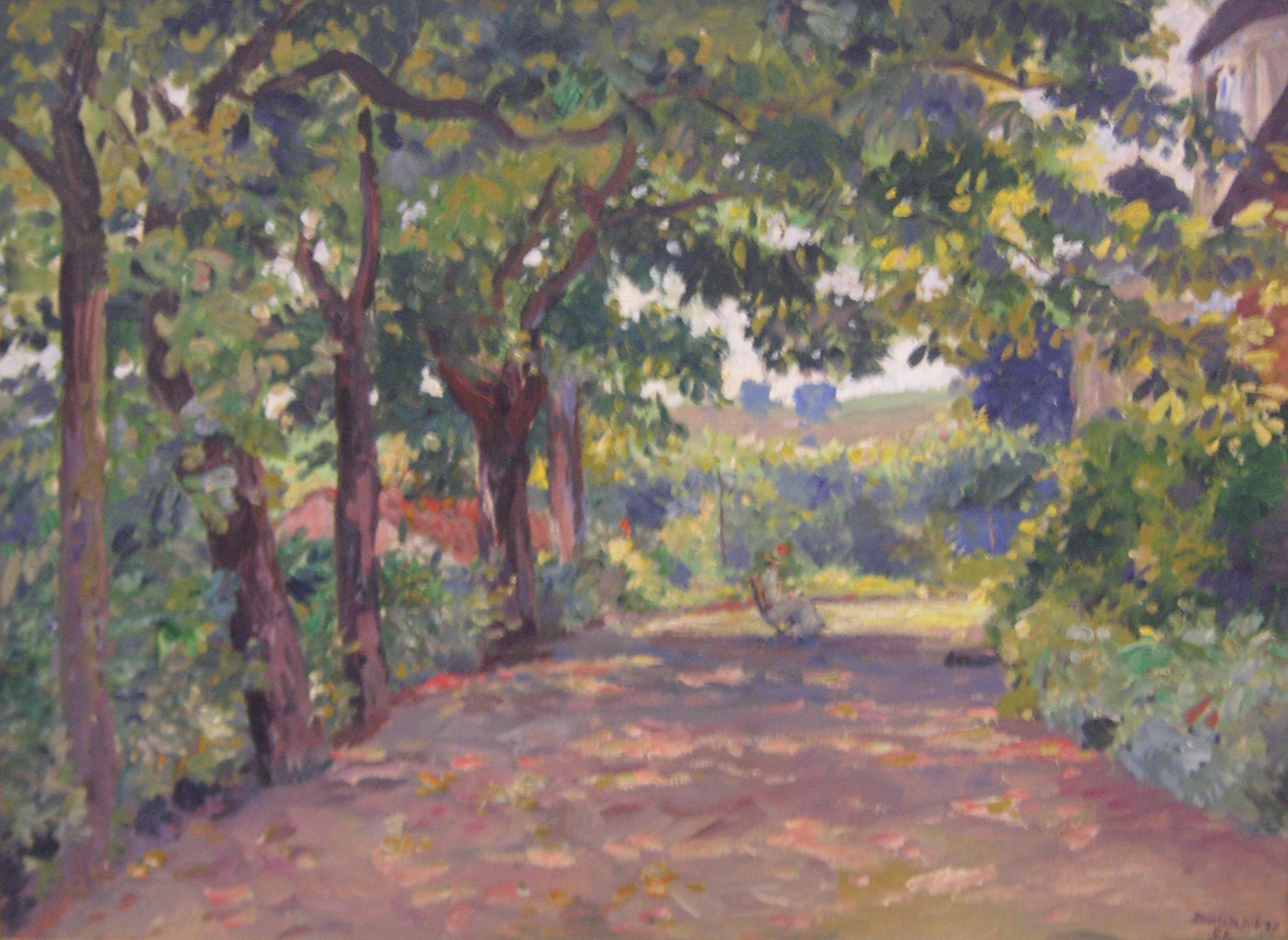
Ludwig von Gleichen-Rußwurm (1897): Jardín del castillo en Bonnland.

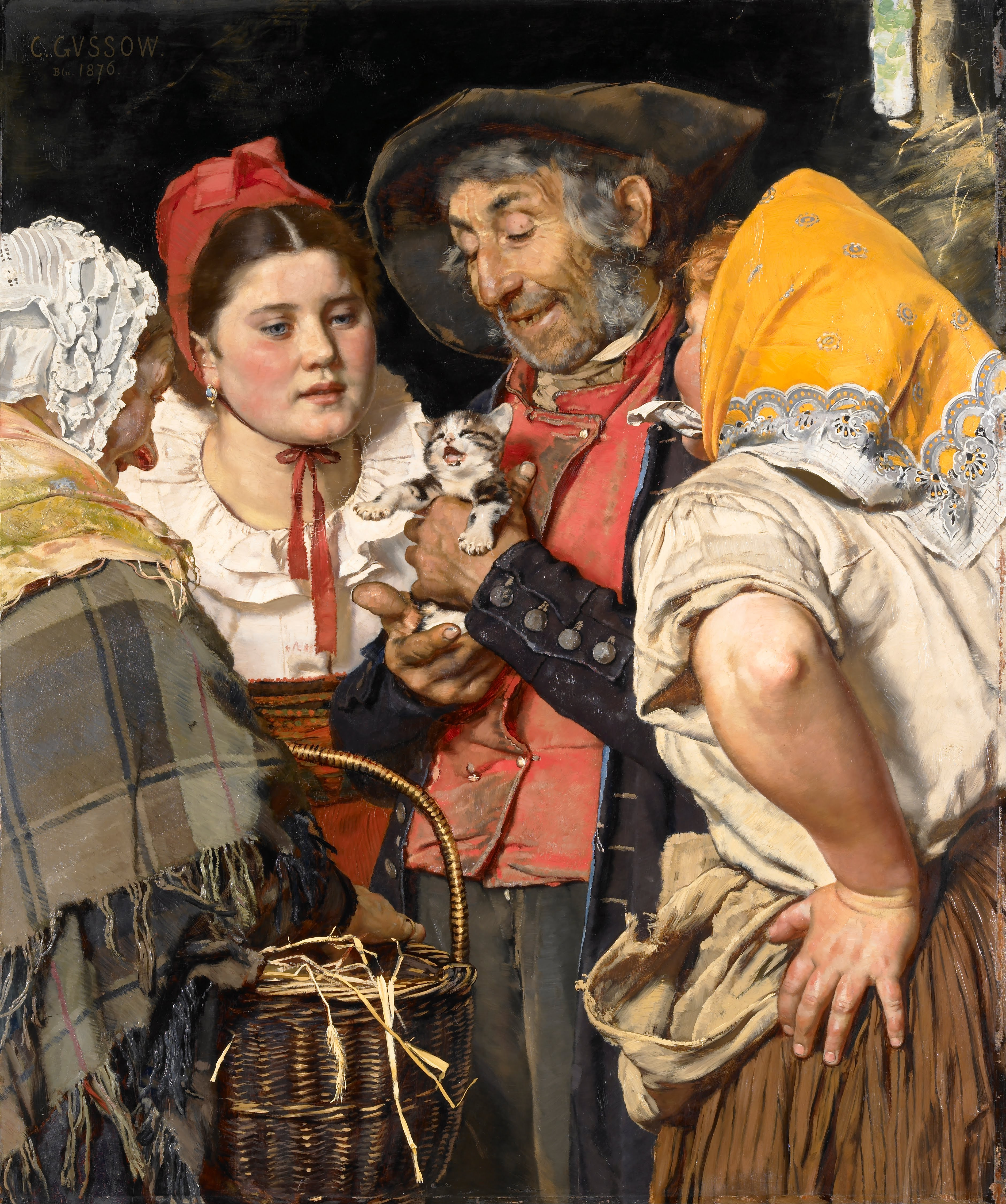
Karl Gussow (1876): El gatito, Walker Art Gallery, Liverpool.

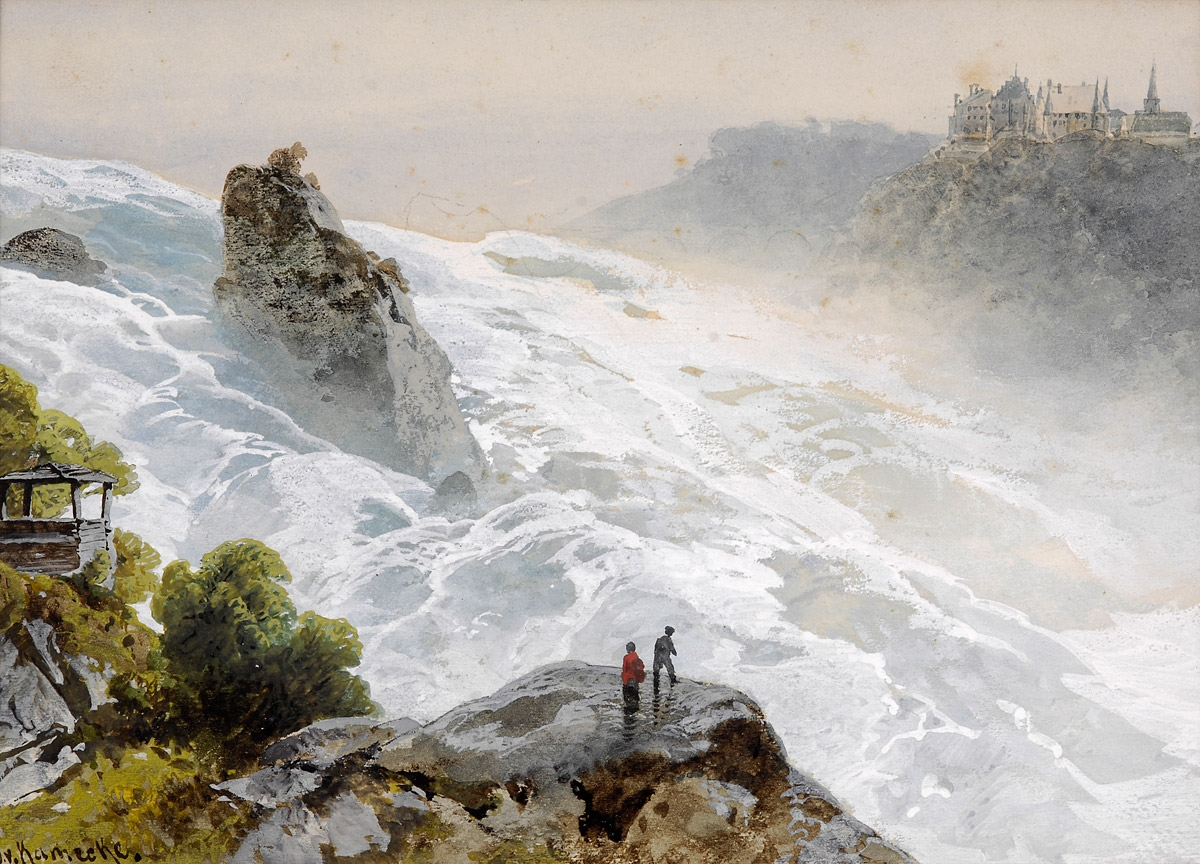
Otto von Kameke (1899): Las cataratas del Rin cerca de Schaffhausen.

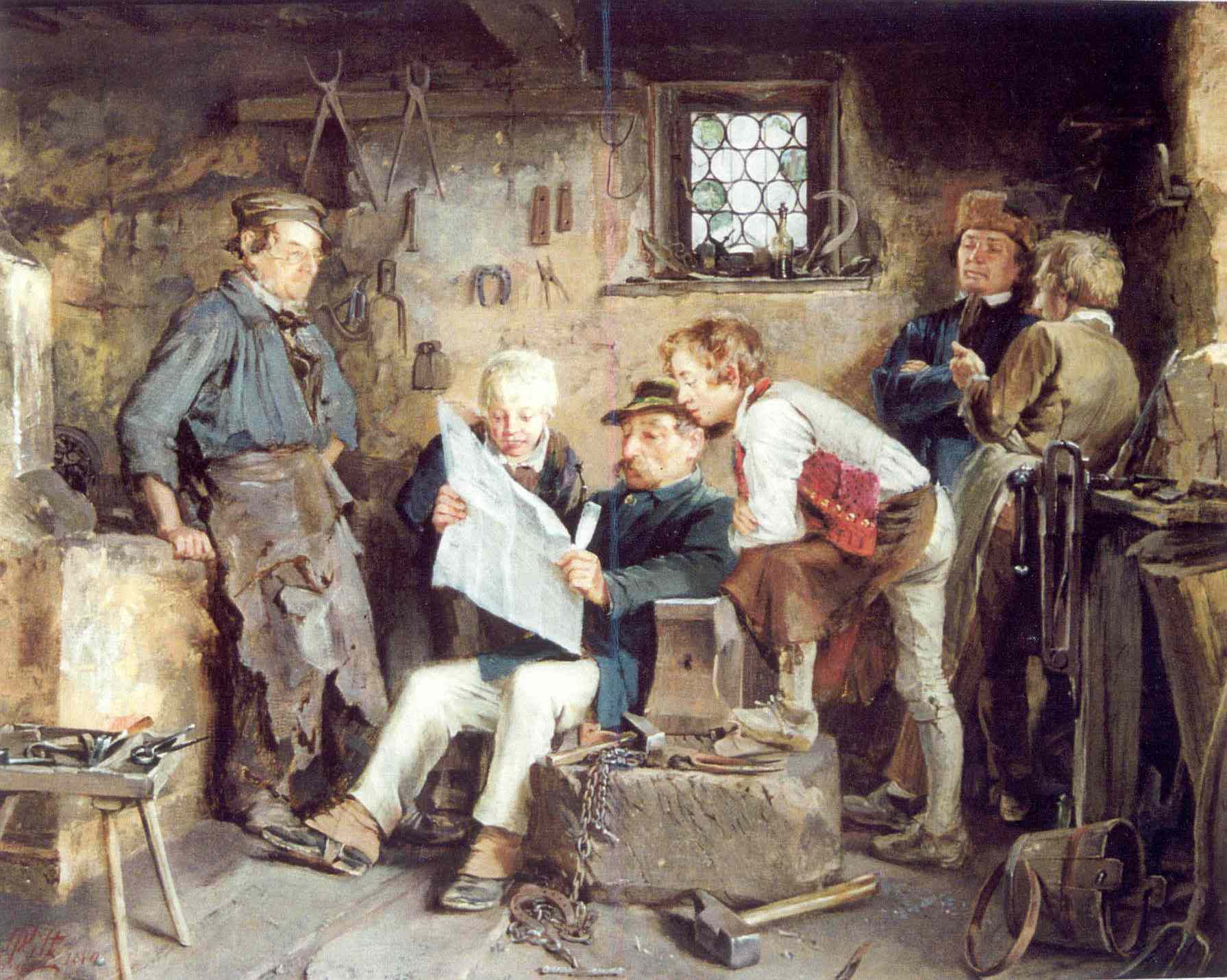
Otto Piltz (1870): Los políticos.

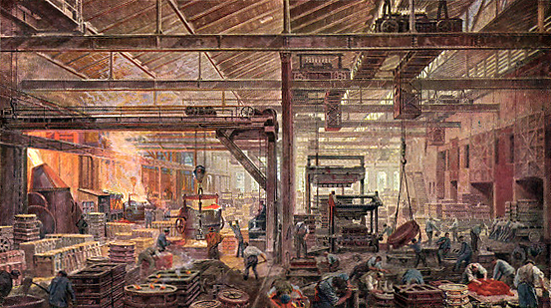
Adolf Rettelbusch (alrededor de 1927): Grusonwerk-Krupp Stahlgiesserei, Magdeburg.

Si uno recorre la lista de alumnos matriculados, se da cuenta de que varios alumnos de otras escuelas de pintura continuaron sus estudios en la Escuela de Weimar. Esto demuestra que la reputación de esta escuela de arte fue incluso más allá de las fronteras nacionales. Particularmente conocidos son:
- Ludolf Berkemeier (1864-1931)
- Fernando Brutt (1849-1936)
- Karl Sondermann (1862-1926)
- Hugo L. Braune (1875–1944? )
- Agosto Haake (1889-1915)
- Wilhelm Hasemann (1850-1913)
- Franz Hoffmann - Fallersleben (1855-1927)[16]
- Alejandro Olbricht (1876-1942)
- Otto Gunther (1838-1884)

### Importantes representantes de la escuela de pintura de Weimar
- Carl Albrecht (1862–1926)
- Fritz Amann (1878–1969)
- Franz Arndt (1842–1905)
- Carl Arp (1867–1913)
- Paul Baum (1859–1932)
- Otto Braune (1865–1945)
- Albert Heinrich Brendel (1827–1895)
- Karl Buchholz (1849–1889)
- Julius Victor Carstens (1849–1908)
- Paul Eduard Crodel (1862–1928)
- Elmar von Eschwege (1856–1935)
- Hans Peter Feddersen (1848–1941)
- Berthold Paul Förster (1853–1923)
- Mathilde Freiin von Freytag-Loringhoven (1860–1941)
- Otto Fröhlich (1869–1940)
- Johannes Gehrts (1855–1921)
- Ludwig von Gleichen-Rußwurm (1836–1901)
- Franz Emil Goepfart (1866–1926)
- Hermann Eugen Graf (1873–1940)
- Hans Greinke (1891–1960)
- Otto Günther (1838–1884)
- Leopold Günther-Schwerin (1865–1945)
- Carl Gussow (1843–1907)
- Fritz Gutmann (1870–?)
- Hermann Heuber (1843–1923)
- Rudolf Höckner (1864–1942)
- Carl Holzapfel (1865–1926)
- Leopold Karl Walter Graf von Kalckreuth (1855–1928)
- Otto von Kameke (1826–1899)
- Max Liebermann (1847–1935)
- Carl Malchin (1838–1923)
- Max Martini (1867–1920)
- Max Merker (1861–1928)
- Alexander Michelis (1823–1868)
- Benedikt Momme Nissen (1870–1943)
- Max Oehler (1881–1943)
- Otto Piltz (1846–1910)
- Leon Pohle (1841–1908)
- Louis Preller (1822–1901)
- Otto Rasch (1862–1932)
- Adolf Rettelbusch (1858–1934)
- Rudolph Ridel (1828–1893)
- Christian Rohlfs (1849–1938)
- Josef Rolletscheck (1859–1934)
- Eduard Schaller (1802–1848)
- Friedrich Albert Schmidt (1846–1916)
- Hugo Schöpfer (1878–1931)
- Albert Schröder (1854–1939)
- Carl Frithjof Smith (1859–1917)
- Richard Starcke (1864–1945)
- Paul Thumann (1834–1908)
- Minna Beckmann-Tube (1881–1964)
- Paul Wilhelm Tübbecke (1848–1924)
- Eduard Weichberger (1843–1913)
- Peter Woltze (1860–1925)
- Wilhelm Zimmer (1853–1937)
- Emil Zschimmer (1842–1917)

### Artistas que, después de 1900, formaron parte de la Universidad de Weimar
- Ana Elizabeth Angermann (1883-1985)
- Hans Arp (1886-1966)
- Max Beckmann (1884-1950)
- Erich Dummer (1889-1929)
- Elisabeth Wilhelmine Johanna Bitterling-Wolters (1892-1982)
- Marianne Brandt (1893-1983)
- Ella Bergmann-Michel (1895-1971)
- Francisca Clausen (1899-1986)
- Otto Illies (1881-1959)
- Albert Johansen (1890-1975)
- Magda Langenstrasse-Uhlig (1888-1965)
- Fritz Lattke (1895-1980)
- Carlos Mense (1886-1965)
- Eduard Morres (1884-1980)
- Fritz Neuenhahn (1888-1947)
- Hans Richter (1888-1976)
- Karl Peter Röhl (1890-1975)
- Erwin Vollmer (1884-1973)
- Erich Windbichler (1904-1944)
- Erika Zschimmer (1890–desconocido. )